# Парламентские выборы в Австрии (1919)
Выборы в Учредительное собрание состоялись в Австрии 16 февраля 1919 года. Они же стали первыми выборами в стране, на которых женщинам было разрешено голосовать. Немецким гражданам, проживающим в Австрии, и судетским немцам, проживающим в недавно образованной Чехословакии, также было разрешено голосовать на выборах, несмотря на возражения Чехословакии. Австрийские граждане, проживающие в Германии, также имели право голосовать на выборах в Веймарское национальное собрание в том же году.
По итогам выборов крупнейшей фракцией в собрании стала Социал-демократическая рабочая партия, получившая 72 из 170 мест. Партию в значительной степени поддерживал рабочий класс, в то время как фермеры и представители среднего класса отдавали предпочтение в основном Христианско-социальной партии, выступающей против аншлюса. Явка избирателей составила 84,4 %.
Первое заседание собрания состоялось 4 марта 1919 года. Судето-немецкие социал-демократы организовали серию демонстраций в поддержку своего права на самоопределение. В семи городах Чехословакии 54 человека были убиты и еще 84 ранены чешскими военными и полицией.
Две основные партии, SDAPÖ и CS, после выборов сформировали коалиционное правительство. Хотя уже к середине 1920 года оно распалось, в октябре того же года всё же была принята новая конституция.
| Партия                                          | Голоса    | %     | Места |
| ----------------------------------------------- | --------- | ----- | ----- |
| Социал-демократическая рабочая партия           | 1 211 393 | 40,76 | 72    |
| Христианско-социальная партия                   | 687 465   | 23.13 | 47    |
| Союз фермеров Нижней Австрии                    | 222 304   | 7,48  | 12    |
| Немецкая национальная партия                    | 174 738   | 5,88  | 8     |
| Объединенные чехословацкие партии               | 67 396    | 2,27  | 1     |
| Немецкие демократы                              | 64 073    | 2.16  | 3     |
| Христианско-социальная партия граждан и рабочих | 62 099    | 2.09  | 0     |
| Немецкая народная партия                        | 59 919    | 2.02  | 2     |
| Немецкая партия свободы и порядка               | 56 306    | 1,89  | 5     |
| Тирольская ассоциация фермеров                  | 50 361    | 1,69  | 3     |
| Центристские демократы                          | 48 995    | 1.13  | 1     |
| Штирийская фермерская партия                    | 47 021    | 1,58  | 3     |
| Национально-демократическая партия              | 46 507    | 1,56  | 0     |
| Ассоциация фермеров Каринтии                    | 33 496    | 1.13  | 2     |
| Тирольский народный клуб                        | 46 030    | 1,55  | 7     |
| Национал-социалистическая рабочая партия        | 23 252    | 0,78  | 0     |
| Немецкий народный избирательный комитет         | 15 430    | 0,52  | 1     |
| Демократы                                       | 15 053    | 0,51  | 0     |
| Демократическое объединение городов             | 12 336    | 0,41  | 1     |
| Либеральная корпоративная ассоциация Зальцбурга | 8 507     | 0,29  | 1     |
| Еврейская национальная партия                   | 7770      | 0,26  | 1     |
| Демократическая партия среднего класса          | 5960      | 0,20  | 0     |
| Демократическая экономическая партия            | 3828      | 0,13  | 0     |
| Немецко-австрийская народная партия             | 1645      | 0,05  | 0     |
| Экономическая народная партия                   | 411       | 0,01  | 0     |
| Недействительные/пустые бюллетени               | 25 239    | -     | -     |
| Общее число                                     | 2 997 534 | 100   | 170   |
| Зарегистрированные избиратели/явка              | 3 547 742 | 84,49 | -     |
| Источник: архив правительства Австрии           |           |       |       |